# FFG-825 포항
FFG-825 포항은 대한민국 해군의 대구급 호위함의 6번함이다.

## 역사
기존의 포항급 초계함의 포항함이라는 함명을 물려받았으며, 2021년 9월 8일에 진수했다. 2023년 3월 2일 해군에 무사히 인도되면서 실전배치되었다.

## 특징
한국형 수직발사체계(KVLS)로 발사하는 전술함대지유도탄(사거리 200여km)은 적 연안과 지상의 표적을 타격하는 무기체계이다. 장갑 차량을 관통할 수 있는 자탄 수백 개가 분산돼 폭발하면서 축구장 2개 면적을 초토화할 수 있다.